# Ганс-Йоахім Калер
Ганс-Йоахім Калер (нім. Hans-Joachim Kahler; 21 березня 1908, Мерхінген — 14 лютого 2000, Гамбург) — німецький воєначальник, генерал-майор вермахту. Кавалер Лицарського хреста Залізного хреста з дубовим листям.

## Біографія
1 квітня 1927 року вступив в 15-й піхотний полк. З 1938 року — командир 10-го ескадрону 14-го кінного полку, потім — ескадрону 156-го розвідувального батальйону. Учасник Польської кампанії, після якої очолив 1-й протитанковий дивізіон. Учасник Французької кампанії і Німецько-радянської війни. З серпня 1940 року — ад'ютант штабу 12-ї танкової дивізії. З 1 березня 1942 року — командир 22-го, з 1 червня 1942 року — 34-го моторизованого батальйону (згодом перейменований на 4-й танковий розвідувальний батальйон). В квітні 1943 року виконував обов'язки командира 12-го моторизованого полку. З 12 травня 1943 року — командир 5-го моторизованого полку. Учасник Курської битви. З 1 червня 1944 року — командир гренадерської бригади «Фюрер», з 3 по 25 червня одночасно виконував обов'язки командира 12-ї танкової дивізії. 20 грудня 1944 року важко поранений і відправлений на лікування. В шпиталі був взятий в полон союзниками. В лютому 1946 року звільнений.

## Звання
- Фанен-юнкер (1 квітня 1927)
- Фенріх (1929)
- Обер-фенріх (1930)
- Лейтенант (1 квітня 1932)
- Оберлейтенант (1934)
- Ротмістр (1938)
- Майор (1942)
- Оберстлейтенант (1943)
- Оберст (1944)
- Генерал-майор (31 січня 1945)

## Нагороди
- Медаль «За вислугу років у Вермахті» 4-го і 3-го класу (12 років)
- Залізний хрест
  - 2-го класу (3 липня 1940)
  - 1-го класу (3 вересня 1941)
- Штурмовий піхотний знак в сріблі (1940)
- Нагрудний знак «За танкову атаку» в сріблі (1942)
- Медаль «За зимову кампанію на Сході 1941/42» (4 вересня 1942)
- Лицарський хрест Залізного хреста з дубовим листям
  - лицарський хрест (14 квітня 1943)
  - дубове листя (№ 355; 17 грудня 1943)
- Нагрудний знак «За поранення» в сріблі (1944)